# Aquilegia parviflora
Aquilegia parviflora és una espècie de planta fanerògama que pertany a la família de les ranunculàcies.

## Morfologia
Aquilegia parviflora té les seves tiges de 15 a 45 cm d'alçada, glabres, sense ramificar o ramificades apicalment. Té poques fulles basals, dues ternades i el seu pecíol fa entre 4 a 14 cm; el limbe foliar és per sota subcoriàcia poc pubescent a glabre, per sobre glabre; els folíols laterals generalment sèssils, obliquament obovats, amb dos lòbuls desiguals; el folíol central és obovat a obovat i cuneiforme, entre 1,6 a 3,5 × 1,1 a 2,2 cm, trilobulats i segments amb 2 o 3 dents. Les fulles de tija normalment són absents. Fan inflorescències cimoses de 3 a 6 flors; les bràctees estan separades. Les flors suberectes fan uns 3 cm de diàmetre. El seu pedicel fa entre 2 a 4 cm. Els sèpals que s'estenen són de color porpra blavós o rarament de color blanc, són ovats, de 1,2 a 2,2 x 0,9 a 1,2 cm. Els pètals són de color porpra blavós, suberectes, àmpliament ovades, d'uns 6 mm, l'esperó de la flor fa entre 3 a 5 mm, recte o apicalment lleugerament doblegat. Els estams són més curts que els pètals, tenen unes anteres grogues, oblongues. Els estaminodis són estretament el·líptics, de 5 a 6 mm. Té cinc pistils pubescents glandulars. Els fol·licles fan entre 1,2 a 3,3 cm i els seus estils són persistents d'uns 4 mm. Les llavors fan uns 2 mm. Floreixen al juny.

## Distribució i hàbitat
La distribució natural d'Aquilegia parviflora es troba al nord de província xinesa de Heilongjiang i al Japó, Mongòlia i Rússia (a l'est de Sibèria), en els boscos i en els marges dels boscos entre els 2500 fins als 3500 m.

## Taxonomia
Aquilegia parviflora va ser descrita per Karl Friedrich von Ledebour i publicat a Mémoires de l'Académie Impériale des Sciences de Saint Pétersbourg, Septième Série (Sér. 7) 5: 544, a l'any 1815.
Etimologia
Aquilegia: nom genèric que deriva del llatí aquila = "àguila", en referència a la forma dels pètals de la qual se'n diu que és com l'urpa d'una àguila.
parviflora: epítet llatí que significa "de flor petita".